# Catabena candida
Catabena candida är en fjärilsart som beskrevs av Smith 1900. Catabena candida ingår i släktet Catabena och familjen nattflyn. Inga underarter finns listade i Catalogue of Life.